# Celebes Zachodni
Celebes Zachodni (indonez. Sulawesi Barat) – prowincja w Indonezji w zachodniej części wyspy Celebes. Powierzchnia 16 787 km²; 1,4 mln mieszkańców (2020); stolica Mamuju.
Prowincja została utworzona 18 października 2004 z części prowincji Celebes Południowy. Obejmuje najbardziej wysuniętą na zachód część wyspy nad cieśniną Makasarską. Gospodarka opiera się na rolnictwie, rybołówstwie i eksploatacji bogactw naturalnych; wiele atrakcji turystycznych.
Główne miasta: Mamuju, Polewali, Majene.